# Phahurat

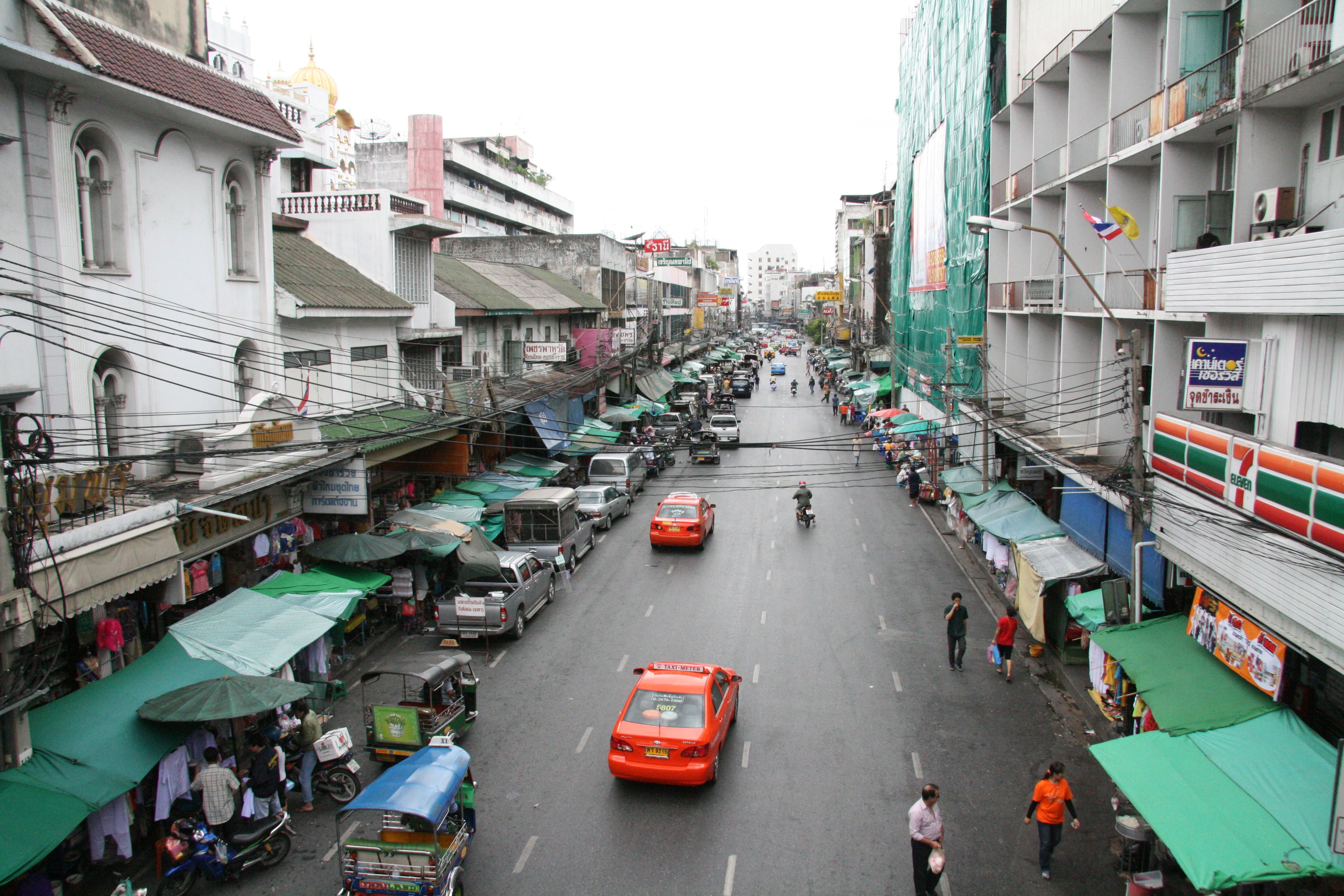
Phahurat Road, het middelpunt van de wijk.

Phahurat of Pahurat (Thai: พาหุรัด), vooral bekend als Thailands "Little India", is een etnische wijk gelegen rond Phahurat Road in het district Phra Nakhon in Bangkok, de hoofdstad van Thailand. Het gebied dat Phahurat zou worden was een enclave van Vietnamese immigranten die naar Thailand kwamen tijdens het bewind van koning Taksin (1768-1782). In 1898 brak brand uit. Er ontstond een weg, die "Bahurada" werd genoemd (tegenwoordig Phahurat). Deze benoeming kwam van koning Chulalongkorn ter herdenking van zijn dochter, prinses Bahurada Manimaya, die stierf op jonge leeftijd.

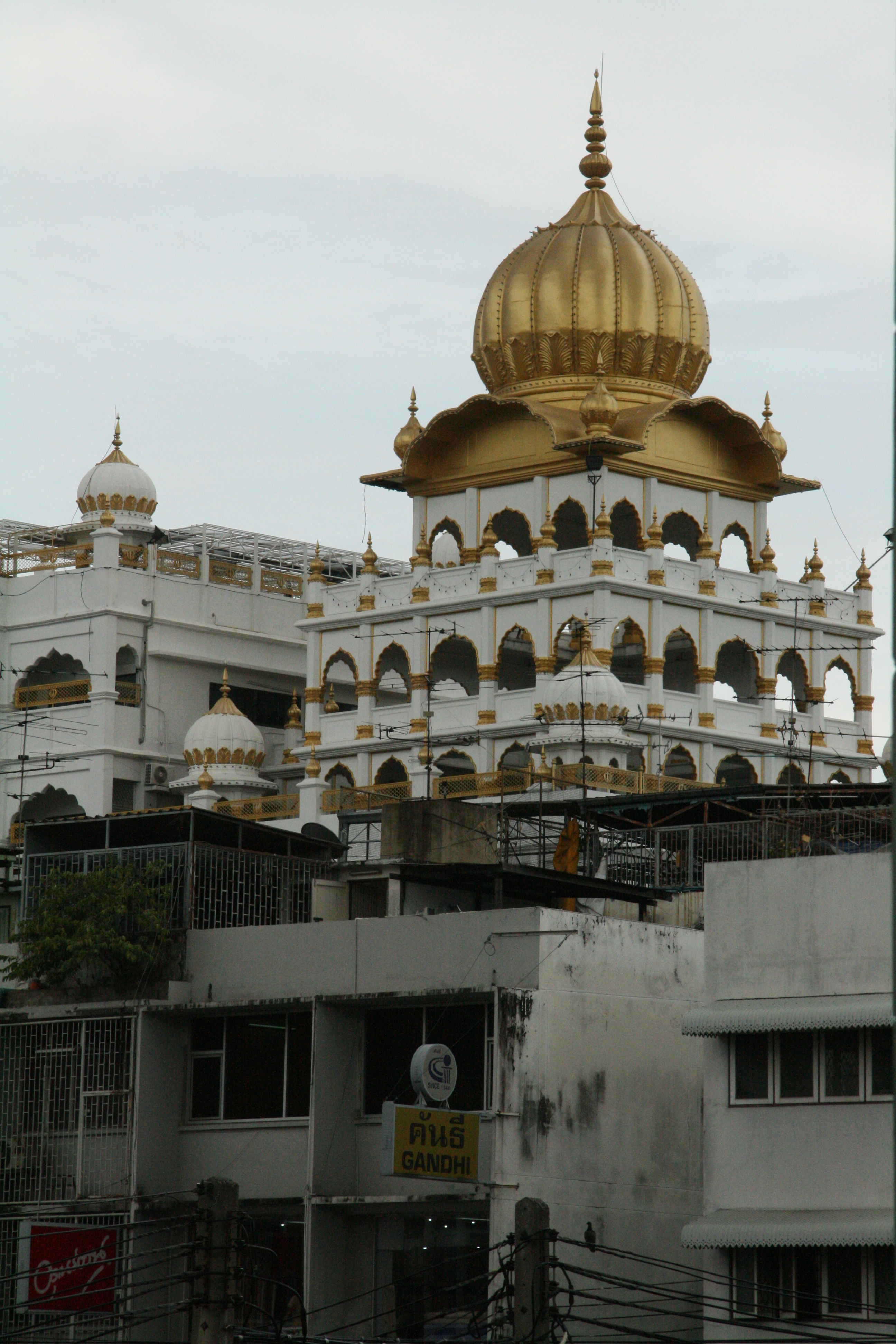
De Sikh-tempel in het centrum van Phahurat, gefotografeerd achter warenhuizen.

Tegenwoordig zijn veel bewoners van Phahurat van Zuid-Aziatische afkomst. Een Sikh-gemeenschap vestigde zich in de omgeving een eeuw geleden en richtte een textielhandel op, wat nog steeds draaiende is. Hun tempel, de Siri Guru Singh Sabha, is een bijzondere bezienswaardigheid in Phahurat. Naast de Sikh-gemeenschap is de omgeving ook het woongebied van een aantal Zuid-Aziatische hindoes en moslims.
Hoewel de grote hoeveelheid Chinese winkels uit het nabijgelegen Chinatown zich ook langzaam uitspreidt over Phahurat, komen er nog steeds voornamelijk Zuid-Aziatische restaurants en bedrijven voor. Ook is Phahurat de locatie voor de wat meer ongewene markten en winkelcentra in Bangkok, bijvoorbeeld het India Emporium (ห้างเซ็นทรัล วังบูรพา) en het Siam Plaza (คุรุดวาราศรีคุรุสิงห์สภา).